# Festival de música "Kharibulbul"
El Festival de música “Kharibulbul” (en azerí: Xarıbülbül musiqi festivalı) es un festival internacional de música, que se celebró anualmente en Shusha y otras ciudades de Karabaj desde mayo de 1989 hasta 1991. Después de 29 años, se celebró el festival de música “Kharibulbul” en Shusha el 12-13 de mayo de 2021.

## Historia

### Primer festival
El festival de música “Kharibulbul” se organizó por primera vez en mayo de 1989 con motivo del centenario del cantante de mugam Seyid Shushinski, por iniciativa del Ministro de Cultura de la República Socialista Soviética de Azerbaiyán, Polad Bülbüloğlu. El festival se celebró en Jidir duzu en mayo del mismo año, durante el período de floración “Kharibulbul”, que es símbolo de la ciudad de Shusha.
Además de los artistas locales, los grupos musicales de la República Socialista Soviética de Kirguistán, la República Socialista Soviética de Kazajistán, la República Autónoma Socialista Soviética de Baskiria, la República Socialista Soviética de Lituania y la República Socialista Soviética de Bielorrusia también participaron en el festival de 1989. Aproximadamente 100 personas asistieron al festival. Los conciertos se organizaron en 7 lugares de Jidir duzu. El festival se inauguró con una actuación de jóvenes cantantes  a la edad de 12-15 años, que interpretaron el mugam "Karabakh Shikastasi". 

### Festivales en 1990 y 1991
En 1990 el Festival de “Kharibulbul” alcanzó el estatus internacional. Japón, Estados Unidos, Turquía, Alemania, Israel, Holanda, Italia, España, Austria, Afganistán y los países de la URSS participaron en este festival. Algunos conciertos dentro del festival se celebraron en otras ciudades de Karabakh, Bardá y Aghyabadi. En total, un total de 170 personas de todo el mundo asistieron al festival.
El tercer festival tuvo lugar en 1991. Al evento asistieron cerca de 300 personas de 25 países. Los conciertos finales de 1990-1991 se organizaron en el Palacio de la República de Bakú.

### Cancelación del festival
En 1992 el festival se canceló debido a la guerra de Karabaj y la captura de la ciudad de Shusha por las fuerzas armenias el 8 de mayo.

### Festival en 2021
El 8 de noviembre de 2020 Azerbaiyán recuperó el control sobre la ciudad de Shusha. En enero de 2021, el presidente de la República de Azerbaiyán, Ilham Aliyev, recibió en formato de vídeo a Anar Karimov con motivo de su nombramiento como ministro de Cultura. En la reunión el presidente recordó la necesidad de revivir el festival de música “Kharibulbul” y los Días de Poesía de Vagif en Shusha en los próximos años.
El 7 de mayo de 2021, por la orden del Presidente de Azerbaiyán, Ilham Aliyev, Shusha se decleró la capital cultural de Azerbaiyán. Por esta orden, se restauraron los Días de Poesía de Vagif y el Festival de música de “Kharibulbul”. El festival fue organizado por la Fundación Heydar Aliyev en el 12 y 13 de mayo de 2021.
El presidente de Azerbaiyán, Ilham Aliyev, y la primera dama, Mehriban Aliyeva, participaron en la inauguración del Festival de música “Kharibulbul” en Shusha. El primer día actuaron los representantes de diferentes naciones que vivieron en Azerbaiyán. Además, se mostraron videos con las actuaciones de los cantantes azerbaiyanos Bulbul, Seyid Shushinski, Khan Shushinski, Rashid Behbudov, Shovkat Alakbarova, filmados en Shusha en diferentes años.
El segundo día del festival tuvo lugar el concierto de gala. Se presentaron obras de música clásica de compositores azerbaiyanos. El programa de conciertos se abrió con una obertura de la ópera "Koroghlu" interpretada por la Orquesta Sinfónica Estatal de Azerbaiyán y el Coro Estatal de la Capella de Azerbaiyán. Luego, Elchin Azizov, Dinara Aliyeva, Yusif Eyvazov, Azerin Taghiyeva, Samir Jafarov, Sahib Pashazade, Jeyla Seyidova, Azer Zade, Seljan Nasibli y otros actuaron en el escenario. El festival terminó con un concierto de gala el 13 de mayo.